# Lista de mulheres CEOs de empresas Fortune 500
Esta é uma lista de mulheres CEOs de empresas que aparecem na lista Fortune 500.

## Lista de 2018
Em 2018, 24 empresas que têm mulheres CEOs apareceram na lista, representando 4,8% do total de empresas.
|    | CEO                 | Empresa                                        | Ranking na Fortune 500 |
| -- | ------------------- | ---------------------------------------------- | ---------------------- |
| 1  | Mary Barra          | General Motors                                 | 8                      |
| 2  | Gail Boudreaux      | Anthem                                         | 29                     |
| 3  | Ginni Rometty       | IBM                                            | 32                     |
| 4  | Indra Nooyi         | PepsiCo                                        | 44                     |
| 5  | Marillyn Hewson     | Lockheed Martin                                | 56                     |
| 6  | Safra Catz          | Oracle Corporation                             | 81                     |
| 7  | Phebe Novakovic     | General Dynamics                               | 90                     |
| 8  | Tricia Griffith     | Progressive Corporation                        | 120                    |
| 9  | Lynn Good           | Duke Energy                                    | 121                    |
| 10 | Michelle Gass       | Kohl's                                         | 150                    |
| 11 | Geisha Williams     | Pacific Gas and Electric Company               | 157                    |
| 12 | Margaret Keane      | Synchrony Financial                            | 185                    |
| 13 | Deanna Mulligan     | The Guardian Life Insurance Company of America | 218                    |
| 14 | Barbara Rentler     | Ross Stores                                    | 219                    |
| 15 | Anna Manning        | Reinsurance Group of America                   | 246                    |
| 16 | Vicki Hollub        | Occidental Petroleum                           | 278                    |
| 17 | Kathryn Marinello   | Hertz Global Holdings                          | 296                    |
| 18 | Mary Laschinger     | Veritiv Corporation                            | 331                    |
| 19 | Michele Buck        | The Hershey Company                            | 369                    |
| 20 | Joey Wat            | Yum China                                      | 399                    |
| 21 | Patricia Poppe      | CMS Energy                                     | 419                    |
| 22 | Kathleen Mazzarella | Graybar                                        | 420                    |
| 23 | Beth Mooney         | KeyBank                                        | 479                    |